# Fuligule à tête rouge
Aythya americana
Espèce
Statut de conservation UICN

 LC  : Préoccupation mineure
Le Fuligule à tête rouge, Canard à tête rouge, Milouin à tête rouge, Morillon à tête rouge, Milouin américain ou encore  Milouin d'Amérique (Aythya americana) est une espèce de canards plongeurs de la famille des anatidés.

## Description

### Mensurations
Longueur: 40 à 56 cm
Envergure: 78 à 86 cm
Poids : Mâle ± 1 080 g, Femelle ± 1 030 g

### Dimorphisme sexuel
Dimorphisme sexuel net. Le mâle et la femelle sont différents aussi bien en plumage d’éclipse qu’en plumage nuptial, ils possèdent un corps massif, .

#### Aspect du mâle
Le fuligule à tête rouge a un large bec bleu avec la pointe noire. L'intérieur des narines est foncé. Il a l'iris jaune. La tête et le cou sont rouge cuivré. Le reste de la nuque et le corps, la partie basse du dos et la couverture de la queue sont noir. Le dessous est blanc parsemé de gris et de noir. Les côtés sont finement ondulés de noir et de blanc. La couverture des ailes est gris bleu finement tachetée de blanc. L'extérieur des secondaires est duveté bleu gris et l'intérieur est étroitement bordé de noir.

#### Aspect de la femelle
La femelle a la partie avant du corps, la tête et le cou brunâtre. La base du bec est entourée de blanc.

## Comportement

### Alimentation
Essentiellement végétarien (algues, plantes, herbes), il lui arrive quand même de consommer des petits mollusques, crustacés.

### Comportement social

#### Grégarisme
Ce canard est très sociable et vit en groupe parfois très important. Il est souvent observé en compagnie de fuligules milouins à dos blanc (aythya valisineria) et de petit fuligules (aythya affinis).
Chant
Assez silencieux, le mâle émet un sifflement, en tendant le cou sur l’eau, ou en balançant la tête en arrière. La femelle quant à elle laisse s’échapper un cancanement rauque, et grave, en balançant la tête en arrière.

### Nidification

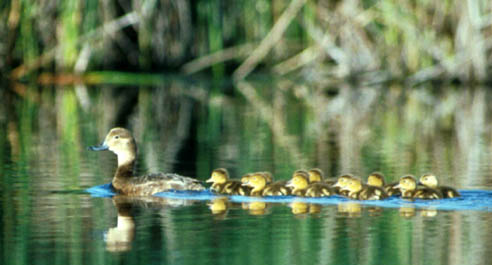
Une mère et ses petits.

Les nids sont installés principalement à terre, dans la végétation à l'abri de l'humidité. Le nid est composé de joncs desséchés et de grandes herbes, on peut le trouver en plein milieu d’un plan d’eau, ou sur les berges.
En mai, la femelle pond de 8 à 10 œufs de couleur jaune brunâtre, plus rarement 15 œufs. Ils sont couvés de 24 à 28 jours. Les canetons sont nidifuges, et donc couverts de duvet, sont capables de suivre leur mère dans sa recherche de nourriture immédiatement après l'éclosion.
Certaines canes parasitent le nid d’autres canes de la même espèce, ou d’espèces différentes.

## Répartition et habitat

Carte de répartition
Aire de nidification
Voie migratoire
Présent à l'année
Aire d'hivernage

### Répartition
Cette espèce étant migratrice présente une répartition différente selon les saisons : 
- pendant la période de reproduction : du Canada (Colombie-Britannique) à la Californie et au Nouveau-Mexique ;
- pendant l'hivernage : du nord des États-Unis aux Antilles et au Guatemala.

### Habitat
On rencontre le milouin d’Amérique, dans les lacs et marais d’eau douce (1 à 9 m de profondeur) durant la saison estivale. En hiver on peut le voir le long des côtes en eau saumâtre ou saline.

### Populations et menaces
La population de ce canard n’est pas préoccupante, cela dit elle est en régression, elle est estimée à 600 000 oiseaux. Cela s’explique par la destruction de son milieu de vie, le drainage important des prairies et une forte prédation (vison, raton laveur, coyote).